# Limnophila subapterogyne
Limnophila subapterogyne är en tvåvingeart som beskrevs av Alexander 1928. Limnophila subapterogyne ingår i släktet Limnophila och familjen småharkrankar. Inga underarter finns listade i Catalogue of Life.